# RepTár Szolnoki Repülőmúzeum
A RepTár Szolnoki Repülőmúzeum magyarországi repüléstörténeti kiállítóhely és rendezvényhelyszín Szolnokon. A múzeum több mint 4 500 m2 fedett kiállítótérrel, és mintegy 60 000 m2 alapterületű nyílt udvarral rendelkezik.
A RepTár létrehozása és építése 2015-ben kezdődött 2,63 milliárd forintos, 100%-ban az EU-s támogatott forrásból. 2016. szeptember 1-jén nyitották meg.
A kiállított repülőgépek mellett  interaktív eszközök is találhatók a múzeumban. Gyűjteményt a Hadtörténeti Intézet és Múzeum szakembereinek segítségével állították össze. A kiállított tárgyak között katonai repülőgépek, helikopterek, pilóta nélküli repülőgépek, egyéb haditechnikai eszközök (pl. légvédelmi fegyverek), repülőgépmotorok, hajtóművek, makettek, repülőgéproncsok,  valamint a magyarországi repüléstörténet emlékei találhatók.
A repülőgép gyűjtemény nagy része a 2015. október 31-én bezárt Szolnoki Repüléstörténeti Kiállítóhelyről származik. Több nagyméretű repülőgép (An–26, Il–28, Il–14, Il–18, Tu–134), valamint két vadászrepülőgép (JA 37 Viggen, Hawker Hunter) azonban a régi kiállítóhelyen maradt, ahol már nem látogatható.
A RepTár gyűjteménye egész évben látogathatóvá vált, mivel az előző múzeum teljes egészében nyitott volt, így csak tavasztól őszig lehetett megtekinteni.

## A gyűjtemény

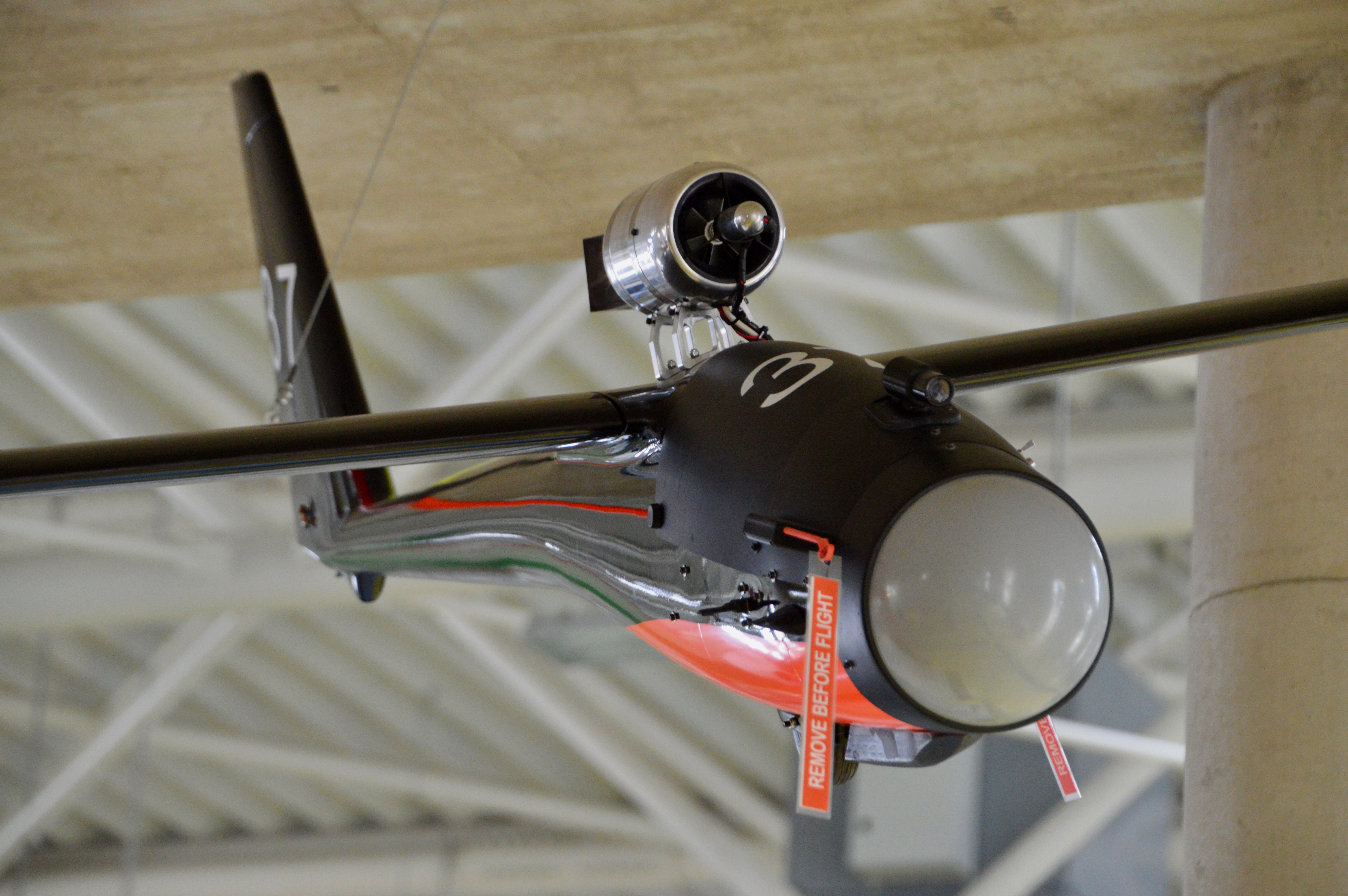
Meteor–3MA pilóta nélküli célrepülőgép

### Repülőgépek
- MiG–19PM
- MiG–15
- MiG–15 UTI
- MiG–21bisz
- MiG–21biszAP
- MiG–21F–13
- MiG–21MF
- MiG–21PF
- MiG–23UB
- L–39 Albatros (két darab, a 018 oldalszámú Magyarországon nem repült, 119 oldalszámú: Cápeti II)
- Li–2 (301-es oldalszámmal)
- Messerschmitt Bf 108 Taifun
- Kvasz I. kísérleti repülőgép rekonstrukció
- Il–2M–3 csatarepülőgép (roncs)
- L–39ZO Albatros kiképző és gyakorló repülőgép
- L–29 Delfín sugárhajtóműves oktató repülőgép
- Jak–52 gyakorló repülőgép
- Aero Ae–45
- L–200D Morava többfeladatú túrarepülőgép
- Jak–11 vadász gyakorló repülőgép
- Szu–22M3 vadászbombázó repülőgép

### Pilóta nélküli repülőgépek
- Meteor–3MA pilóta nélküli célrepülőgép
- R01 Nemere felderítő pilóta nélküli repülőgép
- K–001 Denevér pilóta nélküli repülőgép (csak pilótával repült)

### Vitorlázó repülőgépek
- R–22S Június 18.
- R–26S Góbé
- R–16 Lepke

### Helikopterek
- Mi–8T közepes szállító helikopter
- Mi–1M futárhelikopter
- Ka–26 könnyű többcélú helikopter
- Mi–2 szállító helikopter

### Motorok és hajtóművek
- Izotov TV2–117A gázturbinás hajtómű
- Daimler-Benz DB 605 repülőgépmotor (roncs)
- Pratt & Whitney R–1830 Twin Wasp csillagmotor (roncs)
- Mikulin AM–42 repülőgépmotor (metszet)
- Mi–1 helikopter erőátviteli rendszer
- AI–25TL gázturbinás sugárhajtómű
- BMW 801 csillagmotor (roncs)
- Svecov AS–62IR csillagmotor
- RD–45F gázturbinás sugárhajtómű
- Izotov TV3–117A gázturbinás hajtómű
- SZ2.711V1 rakétahajtómű
- RD–9B gázturbinás sugárhajtómű
- Fejes-féle lemezmotor
- Mercedes D III. repülőgépmotor
- Szaphir–5 gázturbinás fedélzeti indító hajtómű
- Svecov AS–82T csillagmotor
- Ivcsenko AI–9 fedélzeticsegédhajtómű
- Vegyenyejev M–14 V–26 csillagmotor
- Le Rhône 9J csillagmotor
- AS–82FN csillagmotor (roncs)
- Tumanszkij RD–11F–300 gázturbinás sugárhajtómű
- Ivcsnenko AI–14R csillagmotor
- Siemens-Halske SH–13 csillagmotor
- Ivcsenko AI–20M légcsavaros gázturbinás hajtómű
- MARTA-Benz Bz250 repülőgépmotor
- Austro-Daimler AD 6 150PS repülőgépmotor
- Walter 6-III repülőgépmotor
- Tumanszkij R–11F–300 gázturbinás sugárhajtómű (metszet)
- GTD–350 szabadturbinás hajtómű (tengelyteljesítményt szolgáltató gázturbina)
- Svecov AS–21 csillagmotor metszet
- TG–16 gázturbinás fedélzeti segédhajtómű
- M–462RF csillagmotor

### egyéb katonai eszközök
- P–18 felderítő rádiólokátor
- P–37 közepes hatótávolságú kétdimenziós felderítő és rávezető rádiólokátor
- RP–21M fedélzeti lokátor
- Szapfir–23 fedélzeti rádiólokátor
- P–12/NPN felderítő lokátor állomás aggregátor pótkocsi
- P–37 felderítő lokátor utánfutó
- 1939 M gépágyú
- SZ–75M Volhov közepes hatómagasságú légvédelmi rakétarendszer
- TSZSZT szállító targonca V–755 légvédelmi rakétához
- SZ–125 Nyeva közepes hatómagasságú honi légvédelmi rakéta
- P–19 felderítő rádiólokátor áramforrás aggregátora ZiL–131 alvázon
- P–12/NPN felderítő rádiólokátor állomás aggregátor pótkocsi
- SZ–75 Dvina közepes hatómagasságú légvédelmi rakétarendszer
- PR–11 BM szállító-töltő utánfutó V–755 gyakorló rakétával
- H–29L levegő-föld rakéta makett
- SZ–60 57 mm-es légvédelmi gépágyú
- ZIL–131 nyerges vontató
- APA–12 indító-töltőkocsi GAZ–69 alvázon
- PR14 AM szállító-töltő gépkocsi V–601P gyakorló rakétákkal

- RPK antenna a Volhov rakétakomplexumhoz
- NRZ antenna a Volhov rakétakomplexumhoz
- KK–1 katapultülés
- AFA 33/75 légi fényképezőgép
- KKR felderítő konténer
- SZK–1–M katapultülés[4]

## Jelentős rendezvények
- Kiefer Sutherland-koncert, 2023. július 8.[5]